# Кранос
Кранос (на гръцки: Κράνος) е село в Гърция, предградие на Солун, част от дем Пилеа-Хортач, Егейска Македония.

## География
Кранос е разположено в източната част на Солун, в западното подножие на планината Хортач (Хортиатис), близо до Пейзаново (Асвестохори). Има 87 жители (2001).